# Malicroix

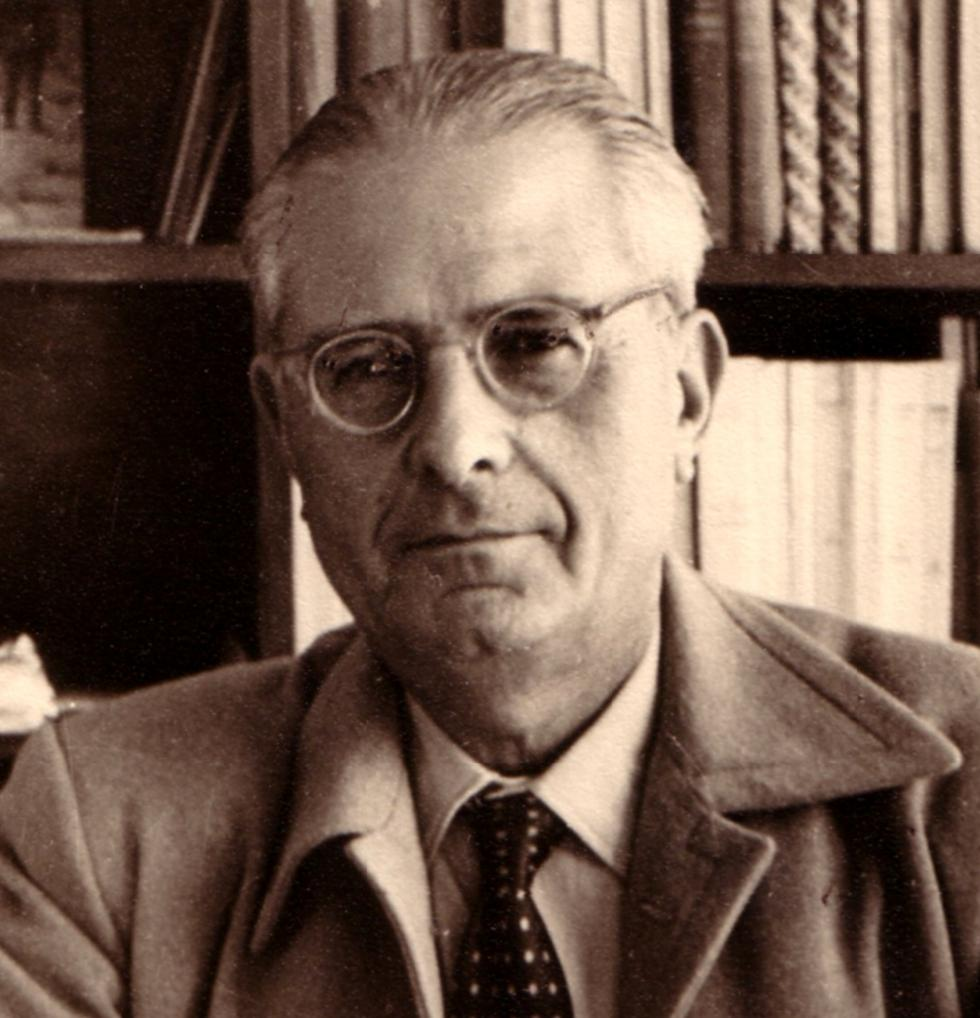
Henri Bosco

Malicroix est un récit de l'écrivain et poète Henri Bosco, publié en 1948.

## Historique et contexte de l'œuvre
Henri Bosco réside au Maroc lorsqu’il prend sa retraite en 1945. Sa carrière d’enseignant de lettres  classiques, menée  entre  autres  en  Italie  et  en  France, s’achève  au  lycée  Gouraud  de Rabat. Au lendemain  de  la  Seconde  Guerre  mondiale, il  est  l’auteur  de  nombreux  romans, pour   certains   primés, dont il tire une notoriété et des revenus suffisants  pour  arrêter  son  activité d’enseignement.
Cependant, on ne trouvera pas dans la vie de l'auteur la seule clé de son œuvre. C’est aussi sa personnalité profonde qui donne à ses fictions un caractère unique. Le romancier possède ses racines cachées, des liens secrets qui unissent un être à une terre, une famille d’esprits et dont il soulignait lui-même l’importance en parlant de son illustre parent, Saint Jean Bosco: « Il (le saint) tient à un sol, le vieux sol des âmes. Il y nourrit un arbre avec cette patience des racines fortes du chêne ».
Une première édition de Malicroix semble avoir été effectuée par la Librairie Arthème Fayard à Paris, en 1946, au sein d'une collection d'œuvres contemporaines.

### Contexte
Il convient de contextualiser cette œuvre dans sa géographie: la Provence. Comme chez son contemporain Jean Giono, Bosco se sert de sa région pour personnifier des éléments universels: la pierre, le vent, l'eau, le feu du soleil et leur donner un rôle quasi-métaphysique. C'est cette Provence élémentaire, « originelle » et rude qu'il anime, souvent dans une recherche mystique de ses différents aspects, où l'humain n'est qu'un acteur « de second plan » face à la force primaire des éléments qui façonnent le récit (cf.L'enfant et la rivière, L'âne Culotte, Le mas Théotime, Le roseau et la source etc.).
Dans cette même optique, l'écrivain suisse Charles Ferdinand Ramuz oppose à la Provence de carte postale chère aux amateurs de galoubet et de farandoles, la Provence dépouillée, universelle de Cézanne. Une Provence sans couleur locale, une contrée réduite à sa pure essence de vent, de rocs et de soleil: « c’est tellement la Provence que ce n’est plus elle, et c’est uniquement en ce sens que l’on peut appeler Henri Bosco un écrivain provençal ». Sous cet angle, on peut dès lors arguer d'un caractère universaliste chez Bosco, et en particulier dans Malicroix, malgré un ancrage apparemment régional.

### œuvre
On peut avoir une vue triple sur le récit: l'histoire et  les  personnages, le  contexte  spatio-temporel  et  le  point  de  vue  du  mythe  (comprenant le mythe fondateur du récit et le scénario initiatique qui en découle).